# Джонсон (округ, Теннессі)
Шаблон:StateAbbr_ 36°28′ пн. ш. 81°52′ зх. д. / 36.46° пн. ш. 81.86° зх. д.
Округ  Джонсон (англ. Johnson County) — округ (графство) у штаті  Теннессі, США. Ідентифікатор округу 47091.

## Історія
Округ утворений 1836 року.

## Демографія
За даними перепису 2000 року загальне населення округу становило 17499 осіб, зокрема міського населення було 2934, а сільського — 14565. Серед мешканців округу чоловіків було 9344, а жінок — 8155. В окрузі було 6827 домогосподарств, 4754 родин, які мешкали в 7879 будинках. Середній розмір родини становив 2,81.
Віковий розподіл населення поданий у таблиці:
| Стать    | До 15 років | 15-21 | 22-29 | 30-39 | 40-49 | 50-65 | 65-85 | Понад 85 |
| -------- | ----------- | ----- | ----- | ----- | ----- | ----- | ----- | -------- |
| Чоловіки | 1535        | 662   | 1091  | 1621  | 1522  | 1740  | 1064  | 109      |
| Жінки    | 1321        | 636   | 740   | 1130  | 1180  | 1698  | 1239  | 211      |

## Суміжні округи
- Вашингтон, Вірджинія — північ
- Грейсон, Вірджинія — північний схід
- Еш, Північна Кароліна — схід
- Вотоґа, Північна Кароліна — південний схід
- Ейвері, Північна Кароліна — південь
- Картер — південний захід
- Салліван — захід

## Виноски
1. ↑  U.S. Decennial Census. United States Census Bureau. Архів оригіналу за 26 квітня 2015. Процитовано 7 квітня 2015.
2. ↑  Historical Census Browser. University of Virginia Library. Архів оригіналу за 11 серпня 2012. Процитовано 7 квітня 2015.
3. ↑  Forstall, Richard L., ред. (27 березня 1995). Population of Counties by Decennial Census: 1900 to 1990. United States Census Bureau. Архів оригіналу за 21 лютого 2015. Процитовано 7 квітня 2015.
4. ↑  Census 2000 PHC-T-4. Ranking Tables for Counties: 1990 and 2000 (PDF). United States Census Bureau. 2 квітня 2001. Архів оригіналу (PDF) за 18 грудня 2014. Процитовано 7 квітня 2015.
5. ↑  State & County QuickFacts. United States Census Bureau. Архів оригіналу за 7 червня 2011. Процитовано 3 грудня 2013.(англ.) Наведено за англійською вікіпедією.
6. ↑  American FactFinder. Бюро перепису населення США. Архів оригіналу за 21 травня 2008. Процитовано 31 січня 2008.

| США | Це незавершена стаття з географії США. Ви можете допомогти проєкту, виправивши або дописавши її. |